# Kalilou Traoré
Mohamed Kalilou Traoré (Bamako, 9 settembre 1987) è un ex calciatore maliano, di ruolo centrocampista.